# فرانسيس توماس
فرانسيس توماس (بالإنجليزية: Francis Thomas) (و. 1799 – 1876 م) هو سياسي، ومحام، ودبلوماسي من الولايات المتحدة الأمريكية .
وهو عضو في الحزب الديمقراطي الأمريكي، والحزب الجمهوري .